# 加拿大西北航空
加拿大西北航空（英語：Northwestern Air）是一家总部位于加拿大西北地区史密斯堡的航空公司。它运营各种客运服务，涵盖包括加拿大两个省份/地区的7个目的地，并为加拿大和美国的各种公司提供临时包机和长期包机合同。航空公司的基地在史密斯堡机场。

## 历史

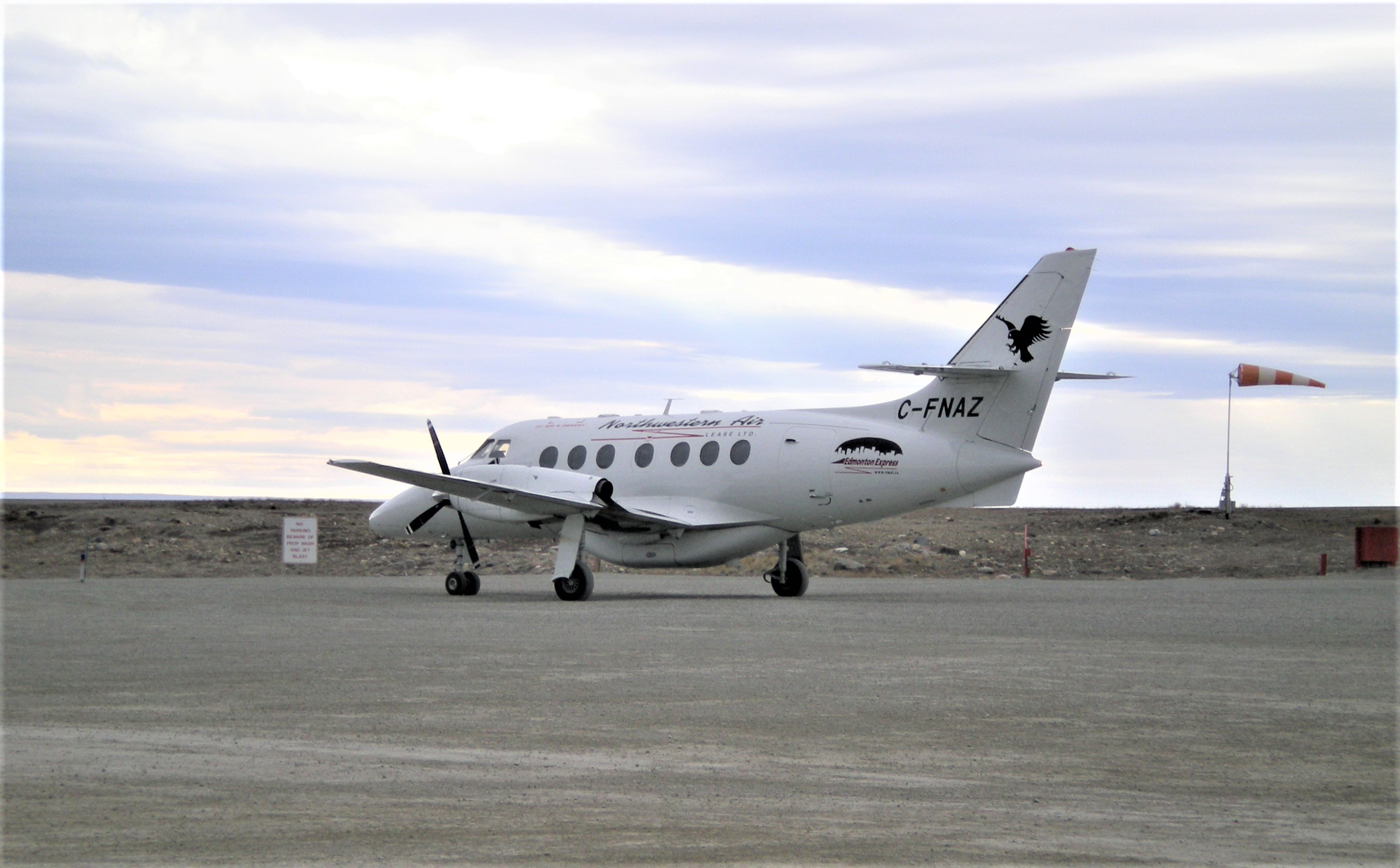
位于剑桥湾机场的捷流31客运飞机

该航空公司成立于1965年，是一家航空器租赁公司，并于1968年开始飞行业务；公司于1984年扩展到运营定期的客运服务。公司由Harrold家族全资拥有，在2018年9月有超过70名员工。